# Saltasauridae
Saltasauridae (лат.) — семейство завроподовых динозавров из клады Lithostrotia, живших на территориях нынешних Европы, Азии, Северной и Южной Америки с альба по маастрихт (113,0—66,0 млн лет назад).
Обладали небольшим черепом, длинной шеей и хвостом, массивными столбообразными конечностями. Как и все завроподы представляли собой четвероногих (по способу передвижения) растительноядных животных. У некоторых видов присутствует дополнительная защита в виде костных щитков на спине. Длина тела варьировалась от 5.7 (род Ibirania) до 30 (род Alamosaurus) метров.
Представители семейства хорошо узнаются по выпуклостям на хвостовых позвонках и отметинам на их коракоидном отростоке. Хвост имеет до 35 позвонков, у каждого из которых суставная поверхность выпуклая. Подсемейство сальтазаврид —Opisthocoelicaudiinae, уникальны тем, что у них отсутствуют фаланги передних конечностей. Несмотря на то, что род Saltasaurus обладал спинными остеодермами, данные костные образования не были обнаружены у других представителей семейства, и неясно, когда и где произошла их эволюция. 
Первое определение семейству было дано Полом Серено в 1998 году как группа, состоящая из последнего общего предка Opisthocoelicaudia и Saltasaurus и всех его потомков. В 2003 году Джеффри Уилсон и Пол Апчёрч дали более чёткое определение в соответствии с названиями видов: группа, состоящая из последнего общего предка Opisthocoelicaudia skarzynskii и Saltasaurus loricatus и всех его потомков.

## Классификация
По данным сайта Fossilworks, на октябрь 2016 года в этом вымершем семействе выделяют 1 подсемейство и 5 родов вне его:
- Роды incertae sedis
  - Род Alamosaurus Gilmore, 1922
    - Alamosaurus sanjuanensis Gilmore, 1922

  - Род Jiangshanosaurus Tang et al., 2001
    - Jiangshanosaurus lixianensis Tang et al., 2001

  - Род Opisthocoelicaudia Borsuk-Bialynicka, 1977
    - Opisthocoelicaudia skarzynskii Borsuk-Bialynicka, 1977

  - Род Petrobrasaurus Filipp et al., 2011
    - Petrobrasaurus puestohernandezi Filipp et al., 2011

  - Род Trigonosaurus Campos et al., 2005
    - Trigonosaurus pricei Campos et al., 2005
- Подсемейство Saltasaurinae Powell, 1992
  - Род Bonatitan Martinelli & Forasiepi, 2004
    - Bonatitan reigi Martinelli & Forasiepi, 2004

  - Род Neuquensaurus Powell, 1992
    - Neuquensaurus australis Powell, 1992

  - Род Rocasaurus Salgado & Azpilicueta, 2000
    - Rocasaurus muniozi Salgado & Azpilicueta, 2000

  - Род Saltasaurus Bonaparte & Powell, 1980
    - Saltasaurus loricatus Bonaparte & Powell, 1980

Ещё как минимум один биномен имеет статус nomen dubium: Neuquensaurus robustus Huene, 1929.